# Mollisonia symmetrica
Mollisonia symmetrica ist eine ausgestorbene Art aus der Gattung Mollisonia innerhalb der Spinnentiere (Arachnida).

## Merkmale
Mollisonia symmetrica war länglich, fast rechteckig in dorsaler und fast dreieckig in transversaler Ansicht. Das dorsale Exoskelett, bestehend aus einem fast rechteckigen Kopfschild, sieben Thoraxsegmenten (Tergiten) und einem eher länglichen Schwanzschild, besaß einen axialen Kamm. Die Thoraxsegmente waren in Länge und Breite etwa alle gleich beschaffen. Der Schwanzschild besaß auf der Oberfläche drei Paar Quererweiterungen.
Extremitäten sind nicht erhalten geblieben.

## Fundorte
Exemplare dieser Art wurden im Burgess-Schiefer in Kanada und in der Wheeler-Formation in Utah gefunden.

## Systematik
Mollisonia symmetrica ist die Typusart von Mollisonia und eine von bisher drei bekannten Arten der 1912 von Charles Walcott aufgestellten Gattung.